# منتخب جنوب إفريقيا تحت 18 سنة لاتحاد الرغبي
منتخب جنوب أفريقيا تحت 18 سنة لاتحاد الرغبي هو ممثل جنوب أفريقيا الرسمي في المنافسات الدولية في اتحاد الرغبي تحت 18 سنة.